# Артамонов, Юрий Иванович
Юрий Иванович Артамонов (род. 17 апреля 1975, деревня Пазелы, Завьяловский район, Удмуртская АССР, РСФСР, СССР) — российский серийный убийца и грабитель, орудовавший в городе Ижевске с 1995 по 1997 год.

## Биография

### Детство и юность
Юрий Иванович Артамонов родился в 1975 году в деревне Пазелы (Удмуртская АССР) в бедной многодетной семье. Рос без отца. Детские и юношеские годы Артамонова прошли в социально неблагополучной обстановке. С ранних лет он регулярно подвергался физическому насилию со стороны жестокой и строгой матери, что отрицательно повлияло на его психику и формирование как личности. В школьные годы Артамонов не имел интереса к учебному процессу и отличался хронической неуспеваемостью. Окончив восьмилетнюю школу, поступил в сельское профтехучилище, где обучился профессии тракториста.
В 1993 году был призван служить в ряды российской армии в воинскую часть, расположенную на Дальнем востоке. Вернувшись, стал проживать вместе с женой у её родителей в Октябрьском районе Ижевска. В браке родилась дочь. В этот период Артамонов начинает испытывать материальные трудности и проблемы с трудоустройством. Отсутствие возможности официально заработать побуждает его принять решение о добыче денежных средств путём криминальной деятельности. Артамонов достаёт хозяйственный топорик, рабочую одежду и хлопчато-бумажные перчатки. На чёрном рынке приобретает револьвер. Всё это он прячет в тайнике неподалёку от своего дома.

### Убийства
Все преступления Юрий Артамонов совершил по выраженному ему образу действия. Действовал он только в холодное время года. Переодевшись в спецодежду и представляясь мастером по сантехнике из ЖЭКа, которому надо проверить работу отопительных систем, Артамонов проникал в квартиры пожилых людей и начинал проводить беглый «осмотр» теплоприборов. В удобный момент он наносил жертве несколько ударов топором по голове и выносил из жилища всё ценное. Похищенные вещи и драгоценности дарил жене и тёще, деньги тратил на себя и семью. Орудовал в основном в районе улиц Майской и 10 лет октября.
Первое убийство Артамонов совершил 25 октября 1995 года. Прочитав в газете, что 36-летняя жительница Устиновского района Ирина Межуева желает купить автомобиль, он позвонил по указанному в объявлении номеру телефона и узнал адрес женщины. На следующий день под видом сантехника Артамонов пришёл по адресу. Дверь открыла Ирина. Артамонов сразу потребовал закрыть пса породы доберман в комнате, сославшись на боязнь собак. Затем он какое-то время изображал осмотр труб и батарей, прежде чем попросить хозяйку налить ему воды. Когда та пошла на кухню, Артамонов нанёс ей четыре сильных удара обухом и лезвием топора по голове, причинив смертельные рубленные раны с переломами костей черепа и разрушением мозга. Из дома похитил 12 миллионов рублей, видеомагнитофон, 5 видеокассет и золотые серьги.
Артамонову сопутствовала удача. Соседская маленькая девочка рассказала, что видела возвращавшегося домой супруга убитой Сергея Межуева, а после слышала из их квартиры крики и шум. Сергей был задержан. Он утверждал, что в момент преступления находился в другом месте. Однако проверка показала, что там его не было. В частном доме близких родственников Межуева был найден топор, идентичный с орудием убийства. Помимо прочего, в квартире находилась собака, но она спокойно пропустила в дом преступника, значит, знала его. Вина Межуева оставалась для многих очевидной, однако в деле имелись несостыковки, и просидевший пять месяцев в СИЗО подозреваемый вернулся на свободу.
В 1996 году Артамонов совершил ещё 2 убийства и одно покушение. 27 марта он убивает бывшую учительницу английского языка 1928 года рождения. На следующий день он совершает неудачное нападение в том же доме. 4 октября Артамонов был пойман на краже овец в Малой Пурге и приговорён к трём годам лишения свободы условно.
7 февраля 1997 года Артамонов во время очередного нападения встретил яростное сопротивление, в результате на месте преступления он обронил топор и шапку и оставил следы крови и волос.
19 февраля 1997 года Артамонов убивает старушку 1925 года рождения. 21 февраля Артамонов совершает последнее убийство в доме на соседней улице, жертвой стала 65 летняя пенсионерка.
Серия убийств «Сантехника» привела к общественному резонансу и моральной панике в городе. Люди стали более бдительными, сотрудники милиции задерживали по десятки подозрительных человек в день, на которых поступали звонки от встревоженных граждан. Зимой 1997 года у следствия имелся фоторобот преступника, составленных со слов выживших жертв, который был очень похож на Артамонова.

### Арест, следствие и суд
Юрий Артамонов был задержан 7 марта 1997 года на рынке при попытке сбыть похищенный из квартиры жертвы электрорубанок. Он почти сразу признался во всех совершённых преступлениях. В ходе следствия ему инкриминировалось 21 преступление, из них 5 убийств, 4 покушения на убийства, серия краж и разбоев. Судебно-психиатрическая экспертиза признала его абсолютно вменяемым. Когда начался суд, мать настаивала на применении смертной казни для своего сына. В ноябре 1997 года Верховный суд Республики Удмуртия приговорил Юрия Артамонова к смертной казни. Артамонов подал кассационную жалобу на приговор, рассмотрев которую в Москве, президент России Борис Ельцин подписал указ о помиловании, и уголовное наказание Артамонову было изменено до 25 лет лишения свободы в исправительной колонии. Впоследствии из-за изменений в законодательстве оно было снижено до 22 лет 10 месяцев. Наказание отбывал в Сарапуле на строгом режиме.

### Освобождение
24 ноября 2017 года Юрий Артамонов вышел на свободу условно-досрочно. По словам родственников, он прописан в Ижевске на Пушкинской улице. Его взяли под административный надзор и наложили ряд ограничений. Артамонов обязуется являться в РОВД 4 раза в месяц. Ему запрещено посещать массовые мероприятия, находиться вне дома с 22:00 до 6:00, покидать город без согласования с органами внутренних дел. По закону подобные ограничения должны сохраняться Артамонову максимум до 2025 года.

## В массовой культуре
- Документальный фильм «Дело сантехника» из цикла «Цена любви» (2005)
- Документальный фильм «Охота на сантехника» из цикла «Вне закона» (2007)